# Ljubljanski stadion
Ljubljanski stadion je bil prvi večji slovenski stadion, zgrajen leta 1922 v Ljubljani za gostitev prvega jugoslovanskega vsesokolskega zleta. Stadion je bil zgrajen iz lesa in je bil montažen, vendar je prvič omogočil velike telovadne, organizacijske, gospodarske in politične prireditve in dogodke v Ljubljani. Sokolskega zleta se je udeležilo 50.000 ljudi kot občinstvo na stadionu in 100.000 ob slavnostnem mimohodu na ljubljanskih ulicah. Na tem stadionu je bilo 11. in 12. avgusta istega leta izpeljano tudi Svetovno prvenstvo v športni gimnastiki. Večjega stadiona v državi do sedaj nismo postavili.

## Priprava
V začetku leta 1921 je bilo na odboru Jugoslovanske Sokolske Zveze dogovorjeno, da bo prva olimpijada jugoslovanskega sokolstva potekala avgusta leta 1922 v Ljubljani. Istega leta je prišla novica iz Bruslja o možnosti vključitve mednarodne gimnastične tekme v načrtovan potek sokolskega zleta v Ljubljani. Denarni vložek za gradnjo so zagotovili z najetjem brezobrestnega posojila vrednosti dveh milijonov dinarjev pri ljubljanskih bankah. Zvezna vlada je prireditvenemu odboru najprej odobrila 300.000 dinarjev prispevka, po prireditvi pa še dodatnih 200.000. Nekaj denarja je bilo zbranega tudi s samoprispevkom petih dinarjev od vsakega člana sokolskega društva. 
V drugi polovici novembra se je v Narodnem domu v Ljubljani sestal stavbni odsek I. jugoslovanskega vsesokolskega zleta. Za postavitev stadiona so imeni na voljo tri morebitne kraje, na Kodeljevem, v Spodnji Šiški ali med današnjo Linhartovo in Topniško cesto ter Zupančičevo jamo. Izbrali so slednjo  zaradi najnižjih komunikacijskih in drugih cenovnih stroškov. Zemljišče, ki je merilo 82.662 m², je namreč Gradbeno društvo v Ljubljani v začasno uporabo brezplačno predalo prirediteljem. 

## Gradnja
Gradbeni načrt stadiona je kot njegov osrednji del predvidel telovadišče razsežnosti 152 x 105 m in padca 5 ‰. Dimenzije telovadišča so bile zastavljene glede na količnik 1,9 m, kar je pomenilo 56 vzdolžnih in 81 prečnih linij ali skupno 4.536 telovadcev pri prostih vajah. Vzdolž obeh krajših stranic telovadišča je bil v načrtu zakoličen 10 m širok pas, vzdolž daljših pa 15 m širok pas kot prostor za orodno telovadbo. Skupni telovadni prostor so v načrtu obkrožale štiri tribune, glavna na severu s 1.666 sedišči in 2.856 stojišči, članska na jugu s 4.720 stojišči ter vzhodna in zahodna vsaka s 1.204 sedeži in 2.064 stojišči. 
Prva gradbena dela so se pričela februarja leta 1922 z izmero zemljišča, količenjem in pripravo gradbišča. Aprila je vojska deset inštruktorjev vojaškega bataljona iz Ptuja zadolžila za usmerjanje in nadzor zemeljskih del. Pozneje so jim bili dodeljeni vojaški zaporniki s pazniki, ki so planili zemljišče in odvažali 9.928 m³ izkopanega gradiva. Telovadišče je bilo zgrajeno kot lahki cestni makadam, utrjen z valjarji. Poleg tega je bilo potrebno še razširiti obstoječe dovozne ceste na telovadišče, izkopati jarke za razsvetljavo, vodovod in odtočne odplake. 
Tehniški načrt stadiona je bil izdelan po arhitekturni predlogi arhitekta Joža Jelenca v tehnični pisarni gradbenega odseka na Beethovnovi, nato je bil objavljen javni razpis za tesarska dela. Izbrana je bila ponudba mestnega tesarskega mojstra, sicer tudi sokolskega brata, Ivana Zakotnika, v znesku 2.654.600 dinarjev. Zaradi časovne stiske, se je obvezal, da bo delo dokončal do 15. julija 1922, s tesarskim delom je začel 10. aprila 1922 skupaj s 250  strokovnimi sodelavci. Za stadion je bilo porabljeno 3.000 m³ razžaganega lesa. Za vezanje lesa so porabili 5 ton vijakov, spon in žebljev, za kritje streh pa 55.000 kosov strešne opeke in 2.549 m² strešne lepenke.
Glavna vhoda sta bila povezana z blagajnami, pisarnami, poštnim uradom, policijskim uradom, gostiščem in stranišči, ob tem sta bila na severovzhodni in jugovzhodni strani še dva stranska vhoda. V poštnem uradu na stadionu so oddali 1.550 pisem, 28.000 razglednic in 1.240 brzojavk ter porabili 46.000 dinarjev poštnih vrednostnic in opravili 150 plačanih telefonskih klicev. Postavili so tudi 3.820 slačilnic, 40 stranišč in 10 umivalnikov, stranišča s svojo greznico, sanitarna voda pa s ponikovalnicami. 

## Dogajanje
Športno dogajanje se je na štadionu odvijalo med 23. julijem in 15. avgustom 1922. Razdeljeno je bilo na prvi in drugi predzletni dan, mednarodno telovadno tekmo in glavne dneve zleta. Predzletna dneva sta pomenila celostno vajo pred glavnimi dnevi zleta. 
Prvi predzletni dan je potekal 23. julija 1922, in je bil namenjen prvem zboru jugoslovanskega sokolskega podmladka, ki se ga je poleg sokolov iz Jugoslavije udeležilo tudi 495 sokolov iz Češke. Tekmovali so v prostih vajah, raznožki čez kozo, skoku v daljavo, skoku v višino in teku na 100 jardov. 
Drugi predzletni dan se je odvijal 6. avgusta 1922 kot predstavitev dijaštva srednjih in meščanskih šol ter jugoslovanske narodne vojske, večji del dogajanja so predstavljale proste vaje in vaje z zastavami. Poleg učencev slovenskih šol so se prireditve udeležili tudi učeni šol iz Bjelovarja, Kikinde, Brčkega in Negotina, ki so začeli v Ljubljano prihajati že 1. avgusta in so do glavnega dne vadili na prizorišču. 
11. in 12. avgusta 1922 je v Ljubljani potekalo Svetovno prvenstvo v športni gimnastiki, na katerem je Leon Štukelj osvojil tri zlati in dve srebrni medalji. 
Glavni dnevi zleta so potekali med 13. in 15. avgustom 1922. Na ljubljansko železniško postajo je med 11. in 16. avgustom prispelo in odšlo 397 vlakov, ki so skupno pripeljali oziroma odpeljali okoli 520.000 potnikov. Tretji dan prireditve je bil vrhunec sokolskega zleta, začel se je z mimohodom povorke približno 4.000 čeških sokolov in vojakov s prapoščaki in fanfaristi po ljubljanskih ulicah, sledilo jim je 10.000 jugoslovanskih sokolov, sokoli iz Rusije in 221 konjenikov sokolske konjenice. Ustavili so se na Kongresnem trgu, kjer je bil navzoč tudi kralj Aleksander I. Karađorđević. Mimohod povorke več kot stotih oddelkov je trajal petinštirideset minut in vsak je bil pozdravljen s ploskanjem. Na ljubljanskih ulicah se je zbralo skupno 100.000 ljudi, na stadionu pa 50.000 gledalcev in nastopajočih. 